# Rinaldo Rinaldini (Fernsehserie)
Rinaldo Rinaldini (Originaltitel: La kermesse des brigands, dt.: Die Kirmes der Briganten, deutscher Alternativtitel Rinaldo Rinaldini – der Räuberhauptmann) ist eine 13-teilige deutsch-französische Fernsehserie von 1968, die in der jugoslawischen Teilrepublik Slowenien gedreht wurde. Sie basiert auf dem 1799 veröffentlichten Roman Rinaldo Rinaldini von Christian August Vulpius.

## Handlung
Rinaldo Rinaldini bekämpft als Führer einer Räuberbande in Süditalien wohlhabende Schurken und beschützt die Armen. Der Grund dafür ist die Ermordung seines Vaters durch den Marchese Cavalcanti, der Rinaldo auch um seine Erbschaft betrog.
Cavalcanti sieht daher in Rinaldo eine ständige Bedrohung seines Eigentums und versucht, ihn mit allen Mitteln zu stellen. Rinaldo und seine Bandenmitglieder erhalten die Unterstützung von Fra Donato, der versucht, ihn von seinem Räuberleben abzubringen, sowie dem Zigeunermädchen Rosalia, dem es mehrmals durch List gelingt, die Räuber vor Soldaten der Obrigkeit zu beschützen. In der Episode 3, Das trojanische Pferd, helfen Rinaldo und seine Männer den Jungfrauen von Corvieto im Widerstand gegen den Gouverneur D´Alerto, der ihnen mit der Einführung einer Jungfrauensteuer das Heiraten unmöglich macht.
Rinaldo verliebt sich in die Marchesa Olympia, die ihn für die Befreiung einer namentlich nicht genannten Insel (nach der Literaturvorlage Korsika) gewinnen will. Zur Tarnung nimmt er öfter die Identität eines Grafen Ticino an. In Folge 7, Das Schloß der Väter, wird Rinaldo von dem ihm verfolgenden Cavalcanti verhaftet und eingekerkert, aber von Fra Donato befreit. In der nächsten Folge, Der Alte von Fronteja, lehnt Rinaldo ein Angebot Fra Donatos, die Insel zu befreien ab, da sich Rinaldo für Politik nicht interessiert, sondern nur Rache an Cavalcanti nehmen will. Cavalcanti wird schließlich während eines Duells mit Rinaldo getötet, weil der Offizier Serpentino, der glaubt, dass Rinaldo das Duell verlieren wird, einen Leuchter herunterschießt, von dem Cavalcanti erschlagen wird.
Schließlich wird Rinaldo durch eine Intrige gefasst. Er hat sich den Freischärlern Fra Donatos angeschlossen, um die Insel zu befreien. Eine Verwandte Fra Donatos, Giulietta Arletti, verbündet sich mit Olympia, Rinaldos früherer Geliebten, die nun eifersüchtig auf die jetzige Braut Rinaldos, Rosalia, ist. Giulietta verrät den Behörden den Angriffsplan der Freischärler. Olympia versucht ein letztes Mal, Rinaldo für sich zu gewinnen, doch er bleibt Rosalia treu, woraufhin Olympia bereit ist, endgültig den Verrat zu begehen und gibt den verfolgenden Soldaten ein Zeichen. Rinaldo wird von Serpentino verhaftet und auf einem Schinderkarren nach Neapel transportiert. Zwar versuchen ihn dort seine Bandenmitglieder zu befreien, dringen jedoch nicht durch die Postenkette der Soldaten durch. Da wird Rinaldo durch Fra Donato vor den Augen der Soldaten erdolcht, da er ihm eine Hinrichtung ersparen will. Rosalia und die Räuber beerdigen Rinaldo und beschließen, in seinem Namen den Kampf gegen die Unterdrücker fortzusetzen.

## Produktionsgeschichte, literarische Vorlage
Rinaldo Rinaldini war eine der ersten westdeutschen Farbfernsehserien; die Produktionskosten betrugen 1,35 Millionen DM. Ihre Produktion stand im Kontext westdeutscher und französischer Fernsehproduzenten, durch europäische Stoffe ein Gegengewicht zu angloamerikanischen Western- und Kriminalfernsehserien zu bilden.
Die Drehbuchautoren hielten sich jedoch nur recht grob an die literarische Vorlage des 1799 erstmals publizierten Romans Rinaldo Rinaldini von Christian August Vulpius, einem Schwager Johann Wolfgang von Goethes. Der im 19. Jahrhundert ungemein populäre Roman erlebte bis in die Gegenwart diverse Nachauflagen; 1927 wurde er von Max Obal erstmals verfilmt mit Luciano Albertini in der Hauptrolle.
Vulpius hatte seine Figur dem italienischen Räuber bzw. Sozialrebellen Angelo Duca (* 1734 San Gregorio Magno; † 26. April 1784 durch Hinrichtung) nachempfunden, der durch einen Grenzstreit mit dem Herzog von Martina in die Illegalität getrieben wurde. Duca agierte ähnlich wie Robin Hood, wurde aber schließlich durch den Verrat eines Mitglieds seiner Bande festgenommen und aufgrund seiner Popularität ohne Prozess hingerichtet. Im Gegensatz zum realen Vorbild formte Vulpius jedoch seine Romanfigur zu einem romantischen Räuber um, der dem Klischee der zeitgenössischen Ritter- und Räuberromane entsprach.
Nach Heinz nahmen die Drehbuchautoren eine weitere Trivialisierung der historischen Person Ducas vor, was vor allem die Rolle der Frauen betraf:
Die vielen emanzipierten Frauengestalten des Romans wurden in der Fernsehfassung bis auf Olympia zu "bloßen Weibchen" umfunktioniert, die nur der traditionellen Frauenrolle und "Bestimmung" der Frau entsprechend gezeichnet wurden … Olympia, die im Roman in jeder Situation ihre kühl kalkulierende Denk- und Handlungsart behielt, wird gegen Ende der Spielhandlung der Fernsehserie ihrer intellektuellen Züge beraubt. Im Gegensatz zum Roman erscheint sie nun als rasend eifersüchtige, unkontrolliert leidenschaftliche Frau.

## Rezeption und Überlieferung
Die Serie war ein großer Publikumserfolg. Nach einer TNS Infratestumfrage wurde sie vor allem von der Gruppe der 14- bis 29-jährigen Zuschauer als äußerst positiv angesehen. Bei der Ausstrahlung im Sendebereich des Hessischen Rundfunks erreichte sie bei durchschnittlich 1,73 Mill. Zuschauern eine Sehbeteiligung von 63 %. Trotz ihrer Thematik war die Serie, offensichtlich aufgrund ihrer Sendezeit vor 20.00h und unter Berücksichtigung kindlicher und jugendlicher Zuschauer, nicht ausgesprochen gewalttätig.
2008 erschien eine DVD-Fassung, die alle 13 Episoden enthält. Nach 40 Jahren wurde die Serie erstmals wieder ab dem 18. Oktober 2015 im Deutschen Fernsehen ausgestrahlt.